# 多娜多娜 一起幹壞事吧
《多娜多娜 一起幹壞事吧》是一款角色扮演類型日本成人遊戲，由ALICESOFT開發並發行於PC平台，为ALICESOFT成立30周年纪念作品。本作於2020年11月27日發行，在發售前，DLsite宣布將製作簡體中文版。簡體中文版於2021年3月26日發售，正體中文版於2022年8月12日發售。
《多娜多娜》的舞台亞總義市由大企業亞總義重工實際掌控。當地市民若得罪亞總義，或被單方面認為犯了法，便會成為「非正規」，面臨不能享用公共服務甚至強迫勞動的下場。亞總義亦憑着控制城市商业活动，來間接控制反抗自身的敵對勢力「反亞」，並默許部分市民以有關活動舒緩壓力。本作的主角阿熊乃反亞組織「那由多」的二號人物，負責經營賣淫活動，並決意反抗亞總義。
本作具有賽博朋克風格，被網友廣泛用來與同時期發售但评价褒贬不一的《赛博朋克2077》進行對比，被戲稱為「真正的賽博朋克」。本作在發售後獲得評論者好評，認為作為成人遊戲具有反烏托邦背景，讚揚其故事與人物描寫。此外，還獲得了業界的多個獎項。

## 遊戲系統
《多娜多娜》是一款角色扮演類型的日本成人遊戲。故事的舞台亞總義市由企業亞總義統治。玩家所扮演的則是犯罪組織兼反亞組織那由多的二號人物阿熊。遊戲的主要目標是對抗亞總義重工（下稱亞總義）。
玩家在遊戲中需控制阿熊和其幫派成員探索亞總義市的各個場所。該些場所都以迷宫形式呈現。在這些場所中，玩家可以找到能以強迫賣淫的方式為那由多賺錢的女性（人才），但亦有可能遇上亞總義或其他犯罪組織派來的敵人。每當玩家的隊伍遇上敵人或人才，便需控制那由多的成員與之戰鬥。打倒他們才能繼績探索，並把人才掳到那由多的庫房。成員在戰鬥時需使用具有指定射程的技能。每用一次技能，便會消耗行動點數。當行動點數下跌至負數時，其戰鬥能力便會有所下降。每完成一場戰鬥，前锋成員便會獲得經驗值。每當獲得足夠的經驗，成員會「升級」並獲得能力值。在級數達至一定水平時，便可解鎖成員的技能。

《多娜多娜》春銷環節的遊玩介面。如圖所示，玩家在安排人才賣淫後，需與其他同樣有在進行賣淫活動的抗亞組織在生意上競爭客人

在市內掳回來的人才會暫於库房放置。玩家需在那由多的单间還有空間時把她們安置於单间內，才能正式安排她們賣淫。玩家在進入人才介面時，會見到每位人才的属性和状态——状态可分為容貌值、技巧值、精神值三大類。它們會影響人才在賣淫時的成本和收入。玩家在安排人才賣淫後，便需與其他同樣有在進行賣淫活動的抗亞組織在生意上競爭客人。容貌值較高及擁有其目標屬性的人才在競爭中較具優勢。人才在每次賣淫過後，容貌值和精神值皆會下降，影響營銷收入的技巧值則會上升。精神值下降到一定程度時便會使人才在精神上崩潰，從而令其為那由多所賺取的收入減少，且此一狀態無法復原。玩家亦可按情況把不想要的人才處置，要之永遠離開單間。玩家可以賣淫所賺取的收入向商店購入物品，以幫助那由多探索亞總義市和賣淫。它們有的亦可透過探索亞總義市取得。部分物品能恢復人才或戰鬥人員的状态，有的則能提升能力值。
玩家在遊戲中需完成系統所給的任務才能讓劇情推進，最後達到對抗亞總義的目標。玩家在劇情推進的時候需閱覽熒幕上所顯示的文本和聆聽遊戲發出的聲音，用以了解故事情節和人物之間的對話。文字和聲音會與人物拼合圖和背景一同出現，用以表示遊戲角色在跟誰對話。玩家會在故事中遇見代替背景和人物拼合圖的電腦圖形。《多娜多娜》擁有多條劇情分支路線，每條路線的結局皆有所不同。玩家需透過使用物品和日常交流等手段提升女主角對阿熊的好感度，讓她們跟阿熊发生事件，當中包含色情事件。伴隨好感度提升的是感情等级——感情等级愈高，便愈有可能讓其他角色跟阿熊使出组合技能。除了可透過上述機制觸發色情事件，玩家亦可透過掳取特殊人材和讓任務失敗而來觸發。每當滿足特定條件，玩家便可觀賞相關色情場景。若不在指定時間內救出離隊的女主角或讓任務失敗，亦有機會觸發含有色情場景的NTR事件或坏結局。

## 情節

### 設定
《多娜多娜》的舞台亞總義市由大企業亞總義重工實際掌控。市民在日常生活中皆需依賴亞總義提供的一系列服務，並只能以亞總義營運的電子貨幣支付，而且他們也需為亞總義的企業提供勞動力。對內的教育則為了亞總義的目的而得到調整。即使是日常的治安維持，也要依靠該一企業旗下的保安。當地市民若得罪亞總義，或被該些保安單方面認為犯了法，便會成為「非正規」，面臨不能享用公共服務甚至強迫勞動的下場。亞總義亦憑着控制水商賣管道，來間接控制反抗自身的敵對勢力「反亞」，並默許部分市民以有關活動舒緩壓力。本作的主角阿熊乃抗亞組織「那由多」的二號人物，負責經營賣淫活動，與同樣參與上述活動的抗亞勢力「东云派」及「半音」持業務競爭關係。

### 故事
注：以下僅描述一般結局的劇情，壞結局等結局的劇情會有不同。
高中生阿熊年幼時曾被選為亞總義的「獻體」，即人體實驗的實驗品。他的姐姐存遍於是自願替代他，成為「獻體」，自此下落不明。阿熊為了向亞總義復仇，而加入了扎帕所創立的反亞組織「那由多」。扎帕雖是亞總義家族的大少爷，但卻對之感到厭惡，而決定對抗之。該一組織其後又吸引其他人加入，像是厭倦亞總義的高中生绮菈绮菈、阿熊從其他組織救出來的娼妓珀爾諾、电子学達人安缇娜。
阿熊等人於是為了對抗亞總義而在亞總義市四處擄人，並強迫她們賣淫，以此賺得活動資金，并向隱瞞身份的亞總義秘書米絲特雷絲購買武器和物品。護理學生梅蒂可其後加入，讓之借活動尋找任職記者的父親。他們又救出成為獻體的少年小丑，讓之成為同伴。同为反亞組織的半音之後為消除其他勢力，而僱用狙擊手愛麗絲和暗影襲擊东云派和那由多。东云派的領導人菊千代於是跟阿熊暫時聯手，最後讓愛麗絲加入那由多。菊千代則在過程中愛上了阿熊，因此時會心不在焉，引起組內其他成員的不滿。因此二把手品須等組員決定舍棄她。菊千代則於此時被阿熊邀請加入，她於是成為那由多的成員。
那由多之後發生多次成員脫離隊伍的事件，讓其他成員需前往不同地方營救。期間亦有不同的收獲，像是安缇娜的黑客技能提升、撃退敵對份子，不過亞總義亦為了對抗反亞而提升武力級別——把武器從橡膠子彈換成實彈，最後亦出動「清掃壞份子」的機械人。阿熊等人在結尾處決定劫持地铁列車，讓之直接駛到亞總義總部。不過此一行動在亞總義的阻礙下宣告失敗，並讓扎帕落入亞總義手裏。
上述事件讓阿熊消沉了好一會兒，最後他重新振作，決定在亞總義生日祭當天擅闖亞總義總部，以把亞總義的秘密借傳媒公告天下。與此同時，扎帕亦在總部得知米絲特雷絲的真實身份，體會到亞總義的實力，於是變得順從。到了生日祭當天，那由多直接進攻亞總義的總部，途中亦得到其他反亞組織的幫助。在到達總部後，那由多成員見到已投靠亞總義陣營的扎帕，並得知了他實爲亞總義的大少爺——山本一贵。在一番交戰后，一行人終於成功打倒他並說服之，讓他重回己方陣營。他們最终來到中層領導，扎帕之弟山本玖光的面前後，玖光便安排米絲特雷絲駕駛巨大機械人對付他們，那由多最後成功戰勝之。面对此景的玖光亦决定不再阻拦並将機械人交予那由多一伙，讓之在世人及傳媒面前破壞亞總義的象徵。此事經媒體報導後，日本國會開始著手調查亞總義的不法行為，亚总义随之垮台。

## 角色
阿熊（聲優：夏村伊介）
本作主角，本姓「存」。那由多的二號人物，性格認真，在組織內經常需處理麻煩事。他年幼時曾被選為亞總義的「獻體」。他的姐姐存遍於是自願替代他，成為「獻體」，自此下落不明。阿熊為了向亞總義復仇，而加入了扎帕所創立的反亞組織「那由多」。
扎帕（聲優：野☆球）
那由多的創辦人，本名山本一贵。他本是亞總義家族大少爷，因為對之感到厭惡，而決定對抗之。性格大大咧咧，日常中常以各種行為取樂。
珀兒諾（聲優：東シヅ）
那由多成員，原爲阿熊從反亞組織「水蛭」救出來的前妓女。擅長惡作劇與性技巧，常在日常以指導生意技巧之名跟阿熊發生性關係。
綺菈綺菈（聲優：飴川紫乃）
本名篠宫舞香樱音，阿熊的青梅竹马。因為厭倦亞總義市的生活，而加入那由多的女高中生。性格較隨便，在組織内负责处理据点杂务与成员战斗服制作。她在與亞總義的對抗升級至互奪人命時感到猶疑，後在阿熊的協助下想通。
虎太郎（聲優：谷根千）
本名加藤绫虎，与扎帕同为那由多的創辦人，直率而争强好胜。其因家庭原因而离家出走，并与扎帕一同建立了那由多，擅长发明与电子游戏。
愛麗絲（ALyCE）　聲優：小波すず
外表雖成熟，但內心較為純真幼稚的狙擊手，枪法一流。她跟双子姐姐暗影原先是對傭兵組合，後來在跟那由多和東雲派的對抗中落敗，被收留成為那由多的一員。
其造型及名称源自本作制作公司ALICESOFT吉祥物爱丽丝（Alice，アリス）。
梅蒂可
本名大相寺皆子，来自奈良的護理专业學生，身材姣好但性格文静收敛。其為尋找失散的记者父親而來到亞總義市，但對亞總義市的實際景況一無所知，其後被亞熊等人從私警手上救出，救回來後她又為受傷的虎太郎急救，獲得眾成員肯定，被扎帕赋予代号「梅蒂可」后正式加入那由多。
安緹娜（聲優：金松由花）
本名阿雷西博·国府田·惠理爱，善於電子學和无线电的少女，同時亦是綺菈綺菈的同学及好友。在得知那由多的存在時，因對之有興趣而加入，在組織內負責破解電子鎖和各類情報工作。
菊千代（聲優：夏樹柑菜）
東雲派的首領，全名壬生菊千代。善於用刀，為了家族使命及恩怨而去對抗亞總義。菊千代則在與那由多面敵合作的過程中愛上了阿熊，因此時會心不在焉，引起組內其他成員的不滿。因此二把手品須等組員決定舍棄她。她同時亦是櫻花女子學院的學生，在校表現優秀。
小丑（聲優：唯香）
本名天广真寻，富有中性美的弱气少年。因身上有某病原菌的抗体而被亚总义作为「獻體」加以研究，后被那由多救出而成为其中一员，擅长棒球与打杂。
米丝特雷丝（聲優：榛名れん）
本姓「泉」，黑市杂货店“VILE/VAN”的老板娘，实为玖光的秘书。
玖光（聲優：ますおかゆうじ）
全名山本玖光，扎帕之堂弟，亚总义重工中层领导之一。

## 開發
《多娜多娜》的原畫由魚介和負責。劇本則由擔當。主題曲由月乃主唱。
項目總監最初向ALICESOFT提交了帶有寫實風格的計劃原案《花與交流的城市開發》，此一計劃在經過修改，加入原用於其他項目的戰鬥場面後，便成了《多娜多娜》的原案。開發团隊考慮到了這部作品的題材相對較黑暗，故刻意採用對比明顯的視覺效果，以營造賣點。
製作團隊在構思戰鬥系统時，最初的考慮方案是類似《蘭斯01》及《蘭斯03》的卡片選擇式。但為了讓人更為直觀地遊玩，而改採用路線式。他們亦以其他項目的戰鬥系统為核心，做出《多娜多娜》的戰鬥系统。在開發初期，製作團隊原本想把戰鬥动畫做得簡單，但他們後來卻認為成品在質上不能過關，故只能加入更多的动畫彌補之。色情場景亦由構思。他在構想有关場景時以女主角或地點特性為考慮要點。其餘則交由是否令個人感到性興奮這一因素而決定。他亦在繪製時指導畫師有关場景的畫法。
製作團隊起初只想遊戲在故事設定上盡可能簡單，只提到故事中有人從事賣淫或人口拐帶，但由於故事的時代設定，故他們需補充更多背景細節。最後他們在構思出整部遊戲的設定後，決定在零碎的劇情中交代背景。
男主角的名稱阿熊自企劃階段便一直維持不變，把他設定成手槍手的原因則在於他們認為男主角應在戰鬥時站在隊伍前方。珀兒諾在企劃書中亦以蘿莉的代號出現，並有多個候選名稱。不過由於珀兒諾此一名稱引起團隊人員的反應，故最終把她以這樣的方式命名。安緹娜在企劃階段是設定成笨蛋，但後來則改成天才。愛麗絲的設計從企劃階段伊始便一路沿用下來，原本想把暗影的外型設計得跟愛麗絲只有少許不同，以節省功夫，但魚介卻把兩者分開設計。製作團隊為在命名菊千代前，內部曾有多套名稱候選方案。她的戰鬥服亦有不同候選款式。

## 發行
遊戲於2017年由Alicesoft首次提及，並在2020年初在工作室的推特上正式宣布，該遊戲的最終名稱也在推文中確認。2020年10月27日，它在YouTube上公開本作的開場影片。11月5日，Alicesoft在FANZA Games上公開本作的免費試玩版，予供公眾下載試玩。正式版在11月27日開售，同時相容Windows 8/10。下載版、通常版、附帶抱枕套的豪華版於當天一併推出。Alicesoft會為經官方渠道郵購者贈送壓克力吊飾。部分商店會為本作安排像掛毯、電話卡、徽章般的購入特典。
在發售前，DLsite宣布將製作簡體中文版。簡體中文版於2021年3月26日經DLsite發售。官方會為簡體中文版的預購者贈送文件夹和徽章，並獲得抽獎機會乙個，抽中者將獲贈以本作為主題的机械键盘。
TamaToys在2021年跟ALICESOFT合作，推出六款以本作角色為主題的自慰杯。它們為設計者根據女主角的形象設計的。每款自慰杯都會附送鑰匙圈。BugBug.NEWS形容它們全部都「吸力強勁」，並讚揚其質量和實用度。

## 影響
《多娜多娜》在開售後登上了各大平台的美少女遊戲銷量排行榜——它在雜誌《BugBug》和《Megastore》首次登上排行榜時皆奪得榜首。美少女遊戲暨動漫相關商品銷售網站Getchu屋則在發售當月把通常版和豪華版兩者分開計算，兩者分別排在第2位和第8位。《BugBug》在它登上排行榜後讚揚特殊人材的色情事件。它在Getchu屋亦被票選為當月最佳美少女遊戲。遊戲在DLsite銷量為美少女遊戲類別的2021年度第2位，還獲選2020 DLsite Award的美少女遊戲部門的「最佳擼菜遊戲獎」。
Getchu屋亦在每年舉辦美少女遊戲大賞，讓用戶就去年發售的美少女遊戲在不同範疇的表現投票。《多娜多娜》在2020年美少女遊戲大賞中，獲得綜合部門第2位、系統部門第1位、圖像部門第2位、影像部門第6位。根據《BugBug》的2020年讀者美少女遊戲人氣投票結果，這部作品亦獲得綜合部門第2位、遊戲性部門第1位、聲響部門第5位、色情部門第9位。《多娜多娜》在萌系遊戲大賞同時贏得由業內人士選出的年度準大獎、店鋪獎、FANZA Games獎。《BugBug》的總編大澤忠基在評論它獲得年度準大獎時表示，它的視覺效果、用戶介面、插畫皆十分出色，具有一定「中毒性」，認為製作團隊注意到年輕一代對遊戲的要求。
《BugBug》的編輯部在2022年把本作選為美少女遊戲新玩家應該要玩的30部作品之一。它除了讚揚其插畫和遊戲機制外，還提到凌辱類型的色情場景令一些玩家「上癮」。

### 評論
評論者認為本作選材偏向黑暗，但背景音樂等元素令人能輕鬆地遊玩。Media Clip的Ryo同時把上述感受歸功於原畫風格；《BugBug》的編輯Die則認為主角間的對話和事件讓人會心一笑。
本作的遊戲機制和角色塑造得到評論者讚揚。Ryo形容由於《多娜多娜》的玩家可以以挑戰不同成就為目標，故這部作品能讓人一玩再玩。此外他亦形容解鎖特殊人才色情場景的玩法有着一定挑戰要素。Die寫道，培養人才至讓嫖客滿意時，他感受到一定的成就感，他還認為擄人環節的探索方式十分直觀。角色塑造方面，4Gamers的特約作者溫帶閒魚指出，每位主角都在某方面有着不完美的地方，這樣的設定能讓故事更為真實。Die表示女主角個性鮮明，戰鬥時亦體會到各主角的個性。
評論者亦讚賞原畫師魚介的表現和色情場景，當中部分評論特別提到了凌辱類型的色情場景。Ryo和Die兩者都讚揚了《多娜多娜》的色情場景。Ryo表示，特殊人才和任務失敗後的色情場景分別有着凌辱和NTR成分，符合喜歡上述場景者的口味。Die形容不在指定時間內救出女主角後發生的色情場景，能滿足施虐心態，並讚揚魚介把每位女主角畫得可愛，筆下的色情場景亦有一定實用度。溫帶閒魚認為，魚介善於高對比的上色風格在本作能好好發揮出來。

### 遊戲聯動
該遊戲與另一個節奏音樂遊戲《Muse Dash》於2020年12月22日達成聯動，後者收錄了遊戲中的七首曲目。

## 外部連結
- 官方网站（日語）